# Alla scoperta di papà
Alla scoperta di papà (Memories of Me) è un film del 1988 diretto da Henry Winkler, con protagonisti Billy Crystal, Alan King e JoBeth Williams.

## Trama
Un uomo scontento cerca di fare pace con il padre vivace, intelligente e negligente. Il padre è un attore fallito che non ha abbandonato il sogno del successo.